# International Journal of Advanced Computer Technology
Das International Journal of Advanced Computer Technology ist eine Publikation mit wissenschaftlichem Anspruch, die als parasitäres Open Access Journal gilt. Als parasitäres Open Access Journal wird eine Publikation bezeichnet, die Elemente des Open-Access Konzepts nutzt, sich aber ausbeuterisch und tendenziell korrumpiert verhält und Nichtigkeiten ohne echten wissenschaftlichen Gehalt veröffentlicht.

## „Get me off Your Fucking Mailing List“
„Get me off your fucking mailing list. Get me off your fucking mailing list. Get me off your fucking mailing list. Get me off your fucking mailing list. Get me off your fucking mailing list. Get me off your fucking mailing list.“

2005 verfassten die Informatiker David Mazières und Eddie Kohler einen Text mit dem Titel „Get me off Your Fucking Mailing List“ und reichten ihn als Protest zur neunten World Multiconference on Systemics, Cybernetics and Informatics ein. Diese Konferenz ist für Spam und niedrige Standards bei der Zulassung von Texten bekannt. Der Text bestand ausschließlich aus Wiederholungen des Satzes "Get me off your fucking mailing list" ("Nehmen Sie mich von Ihrer Scheißmailingliste").
2014 reichte Peter Vamplew den Text von Mazières and Kohler in satirischer Absicht beim International Journal of Advanced Computer Technology ein, nachdem er eine E-Mailzusendung dieser Zeitschrift erhalten hatte. Zu Vamplews Überraschung wurde der Text überprüft, im Peer-Review-Verfahren der Zeitschrift als "exzellent" bewertet und zur Veröffentlichung zugelassen.  Der Text wurde nicht veröffentlicht, da Vamplew die dafür erforderliche Gebühr von 150 $ nicht bezahlte.
Der Umstand, dass ein Text, der ausschließlich aus Wiederholungen des Satzes "Get me off your fucking mailing list" besteht, zur Veröffentlichung zugelassen wurde, führte dazu, dass Beobachter die Seriosität und die wissenschaftlichen Werte des International Journal of Advanced Computer Technology hinterfragten. Den Herausgebern wurde vorgeworfen, die Maximierung der Einnahmen durch Publikationsgebühren über die Redaktion von Texten und die Beförderung der Informationswissenschaften zu stellen.